# Rivière Piscapecassy
Rivière Piscapecassy (franska) / Piscapecassy River (engelska) är ett vattendrag i Kanada.   Det ligger i provinserna Québec och Ontario , i den östra delen av landet, 700 km norr om huvudstaden Ottawa.
Trakten runt Rivière Piscapecassy är nära nog obefolkad, med mindre än två invånare per kvadratkilometer.